# Jogos Abertos Brasileiros
Jogos Abertos Brasileiros ou  JAB's  é um evento esportivo criado em 1992 no estado do Paraná, edição na qual participaram os três Estados que compõe a Região Sul do país. Depois ingressou na disputa o Estado de São Paulo e desde 2005 o evento conta com oito estados participantes.
Em 2010 os JAB's são uma iniciativa independente custeada por dez Estados, além da organização e realização do evento, são eles: Mato Grosso, Mato Grosso do Sul, Espírito Santo, Goiás, Minas Gerais, Rio Grande do Sul, Rio de Janeiro, São Paulo, Santa Catarina e Paraná. Tal organização reunindo  cerca de 2 mil atletas, ou seja; os atuais campeões estaduais nas modalidades de natação, atletismo, judô, futsal, vôlei, basquete e handebol.
No ano de 2013 o Estado do Ceará participa pela primeira vez dos JAB's.

## Edições dos Jogos Abertos Brasileiros
| Ano    | Edição | Cidade-sede     | Campeã         | Vice-campeã    |
| ------ | ------ | --------------- | -------------- | -------------- |
| 1992   | 1.ª    | Pato Branco     | Desconhecido   | Desconhecido   |
| 1993   | 2.ª    | Chapecó         | Desconhecido   | Desconhecido   |
| 1994   | 3.ª    | Venâncio Aires  | Desconhecido   | Desconhecido   |
| 1995   | 4.ª    | Indaiatuba      | Desconhecido   | Desconhecido   |
| 1996   | 5.ª    | Campo Mourão    | Desconhecido   | Desconhecido   |
| 1997   | 6.ª    | Ibirama         | Desconhecido   | Desconhecido   |
| 1998   | 7.ª    | Petrópolis      | Desconhecido   | Desconhecido   |
| 1999   | 8.ª    | Dourados        | Desconhecido   | Desconhecido   |
| 2000   | 9.ª    | Atibaia         | Desconhecido   | Desconhecido   |
| 2001   | 10.ª   | Brusque         | Desconhecido   | Desconhecido   |
| 2002   | 11.ª   | Toledo          | Desconhecido   | Desconhecido   |
| 2003   | 12.ª   | Poços de Caldas | Desconhecido   | Desconhecido   |
| 2004   | 13.ª   | Bento Gonçalves | Desconhecido   | Desconhecido   |
| 2005   | 14.ª   | Campo Grande    | Desconhecido   | Desconhecido   |
| 2006   | 15.ª   | Nova Friburgo   | Desconhecido   | Desconhecido   |
| 2007   | 16.ª   | Praia Grande    | Desconhecido   | Desconhecido   |
| 2008 . | 17.ª   | Jaraguá do Sul  | Desconhecido   | Desconhecido   |
| 2009   | 18.ª   | Maringá         | Desconhecido   | Desconhecido   |
| 2010   | 19.ª   | Cuiabá          | Desconhecido   | Desconhecido   |
| 2011   | 20.ª   | Poços de Caldas | São Paulo      | Santa Catarina |
| 2012   | 21.ª   | Vitória         | São Paulo      | Desconhecido   |
| 2013   | 22.ª   | Criciúma        | Santa Catarina | Desconhecido   |
| 2014   | 23.ª   | Goiânia         | Desconhecido   | Desconhecido   |
| 2015   |        | Não houve       |                |                |